# Куп шест нација
Куп шест нација (енгл. Six Nations Cup) је најелитније такмичење европских рагби јунион репрезентација. У њему учествују шест најквалитетнијих рагби репрезентација са старог континента, а то су Енглеска, Француска, Италија, Ирска, Шкотска и Велс.

## Историја
Од 1883. до 1909. играо се "Куп домаћих нација", а у њему су учествовали Ирска, Велс, Шкотска и Енглеска. Од 1910. до 1931. такмичење се звало "Куп пет нација", јер се прикључила Француска. Куп домаћих нација поново се играо од 1932. до 1939. Од 1940. до 1999. опет се играо куп пет нација, а од 2000. такмичење се проширило на "Куп шест нација", прикључила се Италија. До сада су такмичење освајали 27 пута Енглези, 26 пута Веллшани, 17 пута Французи, 14 пута Шкоти и 13 пута Ирци.

## О такмичењу
Одржава се сваке зиме на северној хемисфери, а утакмице се играју викендом у фебруару и марту. Игра се једнокружно по систему свако са сваким. Победа вреди 2 бода, нерешено 1 бод, у случају истог броја бодова, одлучује поен разлика. Куп шест нација изазива велику пажњу навијача и медија, на свакој утакмици у просеку буде око 70 000 гледалаца.

### Стадиони
Мечеви се играју на стадионима:
- Стадион Олимпико - Рим
- Стадион Твикенам - Лондон
- Стадион Марифилд - Единбург
- Стадион Миленијум - Кардиф
- Стадион Авива - Дублин
- Стад де Франс - Париз.

## Списак шампиона

### Куп домаћих нација 1883-1909
- 1883. - Енглеска
- 1884. - Енглеска
- 1885. - Није завршено
- 1886. - Енглеска и Шкотска
- 1887. - Шкотска
- 1888. - Ирска, Шкотска и Велс
- 1889. - Шкотска
- 1890. - Енглеска и Шкотска
- 1891. - Шкотска
- 1892. - Енглеска
- 1893. - Велс
- 1894. - Ирска
- 1895. - Шкотска
- 1896. - Ирска
- 1897. - Није завршено
- 1898. - Није завршено
- 1899. - Ирска
- 1900. - Велс
- 1901. - Шкотска
- 1902. - Велс
- 1903. - Шкотска
- 1904. - Шкотска
- 1905. - Велс
- 1906. - Ирска и Велс
- 1907. - Шкотска
- 1908. - Велс
- 1909. - Велс

### Куп пет нација 1910-1931
- 1910. - Енглеска
- 1911. - Велс
- 1912. - Ирска и Енглеска
- 1913. - Енглеска
- 1914. - Енглеска
- 1915-1919 Није се играло због Првог светског рата.
- 1920. - Шкотска, Велс и Енглеска
- 1921. - Енглеска
- 1922. - Велс
- 1923. - Енглеска
- 1924. - Енглеска
- 1925. - Шкотска
- 1926. - Ирска и Шкотска
- 1927. - Ирска и Шкотска
- 1928. - Енглеска
- 1929. - Шкотска
- 1930. - Енглеска
- 1931. - Велс

### Куп домаћих нација 1932-1939
- 1932. - Енглеска, Ирска и Велс
- 1933. - Шкотска
- 1934. - Енглеска
- 1935. - Ирска
- 1936. - Велс
- 1937. - Енглеска
- 1938. - Шкотска
- 1939. - Енглеска, Ирска и Велс

### Куп пет нација 1940-1999
- 1940-1946 - Није се играло због Другог светског рата.
- 1947. - Енглеска и Велс
- 1948. - Ирска
- 1949. - Ирска
- 1950. - Велс
- 1951. - Ирска
- 1952. - Велс
- 1953. - Енглеска
- 1954. - Енглеска, Француска и Велс
- 1955. - Француска и Велс
- 1956. - Велс
- 1957. - Енглеска
- 1958. - Енглеска
- 1959. - Француска
- 1960. - Енглеска и Француска
- 1961. - Француска
- 1962. - Француска
- 1963. - Енглеска
- 1964. - Шкотска и Велс
- 1965. - Велс
- 1966. - Велс
- 1967. - Француска
- 1968. - Француска
- 1969. - Велс
- 1970. - Велс и Француска
- 1971. - Велс
- 1972. - Није завршено
- 1973. - Француска, Ирска, Велс, Шкотска и Енглеска
- 1974. - Ирска
- 1975. - Велс
- 1976. - Велс
- 1977. - Француска
- 1978. - Велс
- 1979. - Велс
- 1980. - Енглеска
- 1981. - Француска
- 1982. - Ирска
- 1983. - Француска и Ирска
- 1984. - Шкотска
- 1985. - Ирска
- 1986. - Француска и Шкотска
- 1987. - Француска
- 1988. - Француска и Велс
- 1989. - Француска
- 1990. - Шкотска
- 1991. - Енглеска
- 1992. - Енглеска
- 1993. - Француска
- 1994. - Велс
- 1995. - Енглеска
- 1996. - Енглеска
- 1997. - Француска
- 1998. - Француска
- 1999. - Шкотска

### Куп шест нација 2000-?
- 2000. - Енглеска
- 2001. - Енглеска
- 2002. - Француска
- 2003. - Енглеска
- 2004. - Француска
- 2005. - Велс
- 2006. - Француска
- 2007. - Француска
- 2008. - Велс
- 2009. - Ирска
- 2010. - Француска
- 2011. - Енглеска
- 2012. - Велс
- 2013. - Велс
- 2014. - Ирска
- 2015. - Ирска
- 2016. - Енглеска

## Индивидуални рекорди
Највише поена у историји такмичења
Ронан О'Гара - 557 поена
Највише поена у једном мечу
Џони Вилкинсон - 35 поена
Највише есеја у историји такмичења
Брајан О'Дрискол - 26 есеја
Највише одиграних утакмица
Брајан О'Дрискол - 65 мечева